# Deepin
O deepin (pronuncia-se "dipen") é uma distribuição Linux baseada no Debian Stable. Apresenta uma interface própria, chamada Deepin Desktop Environment (DDE); além de, uma acervo de aplicações próprias. É desenvolvida pela Wuhan Deepin Technology Company Limited, localizada em Wuhan, China.

## Visão Geral
A distribuição ganhou popularidade ao apresentar um elevado cuidado visual com a sua interface e aplicativos próprios. Isso acabou surpreendendo muitos usuários, que olhavam o Linux como um sistema de visual antiquado ("da tela preta", como muitos dizem).
Um dos maiores destaques do deepin é a Loja de Aplicativos. Além de apresentar um visual incrível e fácil de usar; permite que usuários leigos possam instalar e remover aplicativos com um clique.
No Brasil, a Comunidade deepin do Brasil (simplesmente "deepin Brasil") originou-se com o objetivo de auxiliar os usuários brasileiros e participar ativamente do desenvolvimento do sistema.

## História
O deepin foi originalmente lançado sob o nome Hiwix 0.1 em 28 de fevereiro de 2004. 'Linux' foi acrescentado ao título das versões 0.2 em diante. Esta versão inicial foi baseado em Morphix, o que significa que ele tem uma história mais longa do que a distribuição na qual agora é baseada: Debian. Também já foi usado IceWM para sua interface de usuário.
Desde então, a base padrão e interface de ambos foram alterados várias vezes. Em dezembro de 2009 o nome foi mudado para Linux Deepin e a interface padrão para uma versão modificada do GNOME. Isto, aliado com mudança para a base Ubuntu, representou uma significativa mudança de marca para o projeto. Os desenvolvedores continuaram com esta fórmula por vários anos, até mesmo através da atualização para o GNOME 3 e as críticas que o mesmo tinha recebido em seu lançamento.
Eventualmente, foi decidido fazer a troca do GNOME para a Deepin Desktop Environment. 'Linux' também foi mais tarde retirado do nome. Desde a versão Deepin 15.1, o projeto mudou a base do sistema para o Debian.

## Histórico de lançamento
O ciclo de lançamento seguiu várias programações, mas atualmente aponta para quatro lançamentos por ano.
| Versão               | Data de lançamento      | Desktop Environment                            | Sistema base             |
| -------------------- | ----------------------- | ---------------------------------------------- | ------------------------ |
| Hiwix 0.1            | 28 de Fevereiro de 2004 | IceWM                                          | Morphix                  |
| Hiweed Linux 0.2     | 3 de Março de 2004      | IceWM                                          | Morphix                  |
| Hiweed Linux 0.3     | 22 Julho de 2004        | Xfce                                           | Debian                   |
| Hiweed Linux 0.55    | 25 de Setembro de 2004  | Xfce                                           | Debian                   |
| Hiweed Linux 0.6     | 24 de Fevereiro de 2005 | Xfce                                           | Debian                   |
| Hiweed Linux 1.0     | 25 de Setembro de 2006  | Xfce                                           | Ubuntu                   |
| Hiweed Linux 2.0     | 17 de Novembro de 2008  | LXDE                                           | Ubuntu                   |
| Linux Deepin 9.12    | 30 de Dezembro de 2009  | GNOME 2                                        | Ubuntu                   |
| Linux Deepin 10.06   | 20 Julho de 2010        | GNOME 2                                        | Ubuntu                   |
| Linux Deepin 10.12   | 31 de Dezembro de 2010  | GNOME 2                                        | Ubuntu                   |
| Linux Deepin 11.06   | 04 Julho de 2011        | GNOME 2                                        | Ubuntu                   |
| Linux Deepin 11.12   | 30 de Dezembro de 2011  | GNOME 3                                        | Ubuntu                   |
| Linux Deepin 11.12.1 | 29 de Fevereiro de 2012 | GNOME 3                                        | Ubuntu                   |
| Linux Deepin 12.06   | 17 de Julho de 2012     | GNOME 3                                        | Ubuntu                   |
| Linux Deepin 12.12   | 19 de Junho de 2013     | Deepin Desktop Environment 1.0                 | Ubuntu                   |
| Linux Deepin 12.12.1 | 7 de Agosto de 2013     | Deepin Desktop Environment 1.0                 | Ubuntu                   |
| Linux Deepin 2013    | 28 de Novembro de 2013  | Deepin Desktop Environment 1.0                 | Ubuntu                   |
| Deepin 2014          | 6 de Julho de 2014      | Deepin Desktop Environment 2.0                 | Ubuntu                   |
| Deepin 2014.1        | 28 de Agosto de 2014    | Deepin Desktop Environment 2.0                 | Ubuntu                   |
| Deepin 2014.2        | 31 de Dezembro de 2014  | Deepin Desktop Environment 2.0                 | Ubuntu                   |
| Deepin 2014.3        | 28 Abril de 2015        | Deepin Desktop Environment 2.0                 | Ubuntu                   |
| Deepin 15.1          | 29 de Janeiro de 2016   | Deepin Desktop Environment 3.0 (Baseado em Qt) | Debian (Versão Instável) |
| Deepin 15.2          | 31 de Maio de 2016      | Deepin Desktop Environment 3.0 (Baseado em Qt) | Debian (Versão Instável) |
| Deepin 15.3          | 13 de Setembro de 2016  | Deepin Desktop Environment 3.0 (Baseado em Qt) | Debian (Versão Instável) |
| Deepin 15.4          | 19 de Abril de 2017     | Deepin Desktop Environment 3.0 (Baseado em Qt) | Debian (Versão Instável) |
| Deepin 15.5          | 30 de Novembro de 2017  | Deepin Desktop Environment 3.0 (Baseado em Qt) | Debian (Versão Instável) |
| Deepin 15.6          | 16 de Junho de 2018     | Deepin Desktop Environment 3.0 (Baseado em Qt) | Debian (Versão Instável) |
| Deepin 15.7          | 20 de Agosto de 2018    | Deepin Desktop Environment 3.0 (Baseado em Qt) | Debian (Versão Instável) |
| Deepin 15.8          | 15 de Novembro de 2018  | Deepin Desktop Environment 3.0 (Baseado em Qt) | Debian (Versão Instável) |
| Deepin 15.9          | 16 de Janeiro de 2019   | Deepin Desktop Environment 3.0 (Baseado em Qt) | Debian (Versão Instável) |
| Deepin 15.10         | 28 de Abril de 2019     | Deepin Desktop Environment 3.0 (Baseado em Qt) | Debian 9 (Stretch)       |
| Deepin 15.10.1       | 17 de Maio de 2019      | Deepin Desktop Environment 3.0 (Baseado em Qt) | Debian 9 (Stretch)       |
| Deepin 15.10.2       | 05 de Julho de 2019     | Deepin Desktop Environment 3.0 (Baseado em Qt) | Debian 9 (Stretch)       |
| Deepin 15.11         | 19 de Julho de 2019     | Deepin Desktop Environment 3.0 (Baseado em Qt) | Debian 9 (Stretch)       |
| Deepin 20 Beta       | 15 de Abril de 2020     | Deepin Desktop Environment 4.0 (Baseado em Qt) | Debian 10 (Buster)       |
| Deepin 20            | Meados de Junho         | Deepin Desktop Environment 4.0 (Baseado em Qt) | Debian 10 (Buster)       |

## Requisitos do sistema
| Configurações | CPU           | RAM | Espaço em disco rígido |
| ------------- | ------------- | --- | ---------------------- |
| Mínimo        | 1.7GHz 64bits | 2GB | 15GB                   |

Para ter um desempenho fluído, é necessário um hardware superior. Para criar uma mídia de inicialização é necessário um dispositivo de 4GB.
A versão 15.3 foi a última versão a dar suporte aos 32 bits.

## Componentes de software
Deepin vem com uma coleção de aplicativos próprios, construídos com o objetivo de proporcionar uma experiência integrada consistente na instalação. Essa coleção é composta de duas partes principais - o Deepin Desktop Environment e a coleção de software Deepin. Todo o software é lançado de acordo com a licença GNU GPL v3.
O software é lançado oficialmente em 20 línguas, e as contribuições adicionais dos membros da comunidade ajudam a disponibilizá-lo em outras 40.

### Deepin Desktop Environment
Antes de Linux Deepin 12.12, uma versão modificada do ambiente de trabalho Gnome tinha sido usada. No entanto, com o lançamento do GNOME 3 e sua remoção de muitas características personalizáveis, os desenvolvedores começaram a trabalhar em seu próprio ambiente de trabalho.
O resultado foi a Deepin Desktop Environment, composto por uma área de trabalho, lançador, dock e do Centro de Controle Deepin. Ele é construído usando principalmente HTML5 e WebKit e permite o desenvolvimento de plugins JavaScript para adicionar ou modificar funcionalidades.

#### Deepin Control Center
Deepin Control Center é um módulo de configuração integrado com o ambiente de desktop, e permite ao usuário controlar todos os aspectos de seu sistema. Ele difere dos outras componentes da DE, pois sua interface é escrito em QML e o back-end está escrito em Go.

### Coleção de Software Deepin

#### DeepinStore
Ao contrário da maioria das distribuições, Deepin vem com sua própria loja para a gestão de instalação, atualização e remoção de software. Mais de 2.600 pacotes de software estão disponíveis na Deepin Store.

#### DeepinMusic
Um reprodutor de música desenvolvido para o Deepin. Ele pode se conectar a serviços de música on-line, realizar o download de letras, exibir a arte do álbum, e também tem suporte a plugins para adicionar funcionalidades adicionais.

#### Deepin Movie
Software reprodutor de vídeo que usa FFmpeg como back-end, permitindo-lhe suportar vários formatos de arquivos de mídia. Ele pode converter formatos de vídeo, realizar o download de legendas e letras, e tirar capturas de tela.

#### Deepin Screenshot
Uma ferramenta de captura de tela que suporta a identificação inteligente de janela (Ctrl + Alt + A para iniciar), seleção manual de área, edição de imagem, captura de telas com atraso (Ctrl + PrintScreen), e compartilhamento direto com redes sociais (Twitter e Sina Weibo).

#### Deepin Terminal
Um emulador de terminal para interação com o sistema operacional. As características incluem a divisão de tela, alternador de espaço de trabalho, o ajuste em tempo real de transparência do fundo, fonte e tamanho de fonte personalizáveis e teclas de atalho personalizadas.

### Outros Softwares

#### Deepin Installer
Este é o software usado para instalar Deepin no sistema do usuário. Ele tenta tornar a instalação mais fácil para usuários que podem não estar familiarizados com o processo, simplificando tarefas, tais como o particionamento do disco rígido.

#### Deepin Boot Maker
Deepin Boot Maker é uma ferramenta que permite aos usuários criar um disco de inicialização de Deepin. Atualmente ele pode ser usado em Linux, Windows, e Mac.

## Os planos futuros
Os desenvolvedores do Deepin falaram sobre vários projetos que estão trabalhando na esperança de serem incluídos nas próximas versões. Entre estes estão Deepin Drive Center para o gerenciamento de dispositivos de armazenamento montados e Deepin File Manager para substituir GNOME Files que é usado atualmente.
Existem também planos para integrar um assistente pessoal inteligente no ambiente de trabalho com o nome de Deepin Voice Assistant, um recurso apresentado aos usuários no DAU 2013. Recursos planejados para a ferramenta incluem o envio de tweets, verificação de tempo, captura de fotos e consultas sobre filmes.
Deepin Talk é um cliente de mensagens instantâneas que está sendo desenvolvido pela equipe Deepin. O back-end usa uma versão modificada do XMPP e assim como o Centro de Controle, a interface está sendo escrita em QML.

## Conquistas
- Ganhou o prêmio de excelência para SO no nordeste da Ásia-China, Japão e Coreia do Sul em 2012 e 2014
- Elogiado como um "projeto de SO de codigo licenciado" no nono China Open World Forum, realizada em Pequim.
- O sistema operacional chinês no topo do ranking do site DistroWatch.